# Adam von Bodenstein
Adam von Bodenstein (* 1528 in Kemberg bei Wittenberg; † Februar 1577 in Basel) war ein deutscher Arzt und Alchemist. Er gilt als bedeutender oberrheinischer Paracelsist im 16. Jahrhundert.

## Leben und Wirken
Er wurde als Sohn des aus Karlstadt stammenden Theologen Andreas Bodenstein und dessen Ehefrau Anna von Mochau (* ca. 1507) aus Seegrehna geboren. Er hatte noch vier Brüder Johannes (* 1523), Daniel (* 1539), Küngold (* 1537?) und Jakob sowie eine Schwester Gertrud. Er war seit 1547 mit Esther von Bodenstein († 1564), geborene Wyss, verheiratet. Beide hatten eine Tochter Salome Schwartz, geborene von Bodenstein (* 15. Januar 1551). In zweiter Ehe war er seit 1565 mit Maria Jacobea Schenck zu Schweinsberg († 1618) verheiratet, die aus Sinnershausen bei Meiningen stammte und mit deren Brüdern er bekannt war. Einer der Brüder übertrug ihm einen Hof bei Basel, den er aber vernachlässigte, so dass sein Schwager sich 1576 beim Rat von Basel beschwerte.
Adam Bodenstein wuchs in Basel auf. Sein Vater schickte ihn aber wahrscheinlich auch zu einem Unterrichtsaufenthalt bei Heinrich Bullinger in Zürich (1541). In Basel kam er über den Arzt Joseph Stöckle mit Medizin in Berührung. Er studierte an der Universität (Immatrikulation schon 1537, 1546 Baccalaureus, 1548 Magister artium), in Freiburg, Leipzig und Mainz und wurde 1550 in Ferrara in Medizin promoviert. 1551 war er in Wien. Ab 1553 diente er dem Pfalzgrafen Ottheinrich, der sich für Wissenschaft und Philosophie interessierte und eine der bedeutendsten damaligen Bibliotheken aufbaute (Bibliotheca Palatina), als Diener von Haus aus für Sachen, die Medizin und Philosophie betrafen. Der Pfalzgraf und Kurfürst war auch der Pate seines ersten Sohns. Ein Aufenthalt in Neuburg an der Donau bei Adolph Hermann Riedesel und in Alzey sind nachweisbar. In Neuburg studierte er auch den dort befindlichen Paracelsus-Nachlass. Im Dienst des Pfalzgrafen übersetzte und erläuterte er die Occulta Philosophia von Agrippa von Nettesheim (das Werk ist verschollen). Um 1556 wurde er in Basel (wohin er in diesem Jahr zurückkehrte) durch eine Paracelsische Medizin von einer Krankheit geheilt, begann sich mit Alchemie zu befassen (wobei er sich in der Praxis eines Destillierers bediente) und wurde ein Anhänger der Lehre von Paracelsus (ab 1559). 1558 wurde er in Basel in das Consilium facultatis medicae der Universität aufgenommen. Im gleichen Jahr war er in Bozen. In Basel war er auf Seiten der Calvinisten (er war Anhänger von Théodore de Bèze) in Religionsstreitigkeiten verwickelt und war Gegner liberalerer Strömungen um Sebastian Castellio. Er war oft auf der Frankfurter Messe, wo er auch zum Teil hohe Adlige behandelte, die diese besuchten. Weil er zahlreiche Paracelsus-Schriften „one wüssen“ der Basler medizinischen Fakultät edierte und da er als Paracelsus-Anhänger der auch in Basel vorherrschenden medizinischen Lehre entgegenstand, wurde er Ende Januar 1564 aus „Facultet und Consilio“ ausgeschlossen. 1566 war er auf dem Reichstag in Augsburg und versuchte mit dem Paracelsisten Michael Toxites Einfluss auf Kaiser Maximilian zu gewinnen. Beide galten damals als Hauptvertreter der Paracelsisten.
1572 wird er als Bürger von Basel erwähnt (vorher war er nur bis 1564 Bürger von Basel) und als Schlossherr von Pratteln. 1572/73 führte der französische Gesandte Pierre de Grantrye einen Prozess gegen Bodenstein wegen betrügerischerer Goldmacherei (er experimentierte auch mit Grantrye und erhielt von diesem Gold und Silber für alchemistische Experimente). Er soll dabei auch einen Geist beschworen haben nach wie Bodenstein angab einer der paracelsischen Schriften (eine Coelestis philosophia). In dem Prozess trat Gerhard Dorn gegen Bodenstein auf.
Anfangs veröffentlichte er als traditioneller Galenist, wobei er auch astrologische medizinische Literatur veröffentlichte. 1577 veröffentlichte er Prognostika (Vorhersagen) von Lucas Gauricus in deutscher Übersetzung. Bevor er sich Paracelsus zuwandte, veröffentlichte er außerdem in Sinn der älteren Alchemie (Suche nach dem Stein der Weisen, 1559, Einführung zu einer der Arnaldus de Villanova untergeschobenen alchemistischen Schriften). Als führender Kopf des deutschen Frühparacelsismus veröffentlichte Adam Bodenstein ab 1560 über vierzig Paracelsische Schriften, die zum Aufkommen und zur Weiterentwicklung des Paracelsismus maßgeblich beitrugen. Seine Editionen schneiden selbst unter zeitgenössischen Standards schlecht ab., förderten aber mit den Paracelsus-Ausgaben von Gerhard Dorn und Michael Toxites wesentlich die Verbreitung der Lehre des Paracelsus. Dorn und Toxites (den er in der paracelsischen Medizin unterrichtete) besuchten ihn in Basel und auch Georg Forberger traf ihn in Basel, dem er auch Schriften zur Verfügung stellte, die er in seiner Paracelsus Ausgabe bei Pietro Perna verwendete. Er hatte auch Kontakte zum Paracelsisten Leonhard Thurneysser und der Paracelsus-Herausgeber Johann Huser wurde wahrscheinlich von ihm beeinflusst, als er in den 1560er Jahren in Basel studierte.
Daneben veröffentlichte er in der Medizin über Gicht (Podagra) und außer den Paracelsus-Schriften später nur noch einen Philosophischen Ratschlag zur Pestbekämpfung (1577).
Er starb im Februar 1577 in Basel an der Pest. Diese hatte schon 1564 in Basel gewütet, wo ihr damals seine Frau und viele seiner Kinder zum Opfer fielen (er selbst wich damals nach Frankfurt am Main aus). Den Grabspruch schrieb sein ehemaliger Gegner Theodor Zwinger der Ältere, der sich inzwischen zum Paracelsisten gewandelt hatte und Bodenstein darin als dessen ersten, treuesten und besten Interpreten und Übersetzer lobte.
Bodenstein gab ein Wörterbuch zur Erläuterung der Schriften von Paracelsus heraus (Onomasticon Paracelsicum, Straßburg 1566, überarbeitete Neuausgabe Basel 1575).
2023 wurde Bodenstein wieder in die Matrikel der Medizinischen Fakultät der Universität Basel aufgenommen. Der Entscheid der Fakultät stützte sich auf ein Expertengutachten von Kaspar von Greyerz und kam ohne Gegenstimmen zustande. Dabei wurde auch berücksichtigt, dass Bodenstein im Auftrag Calvins Castellio als Polygamist und Ketzer denunziert hatte. Die Fakultät entschied sich jedoch für eine tolerante Haltung und lehnte sich dabei auch an Castellios Auffassung an, einen Menschen nicht leichtfertig aufgrund einzelner Ansichten oder Taten zu verdammen.